# York (Dél-Karolina)
York város az USA Dél-Karolina államában. Lakosainak száma 8503 fő (2020. április 1.).

## Népesség
A település népességének változása:

| 2010 | 7 736 |
| 2020 | 8 503 |